# HMS Achilles (A251)
HMS Achilles (A251) var ett trängfartyg (bogserbåt) som byggdes 1962 på Åsiverken i Åmål för Marinförvaltningen. Hon var den högsjöbogserare som var kvar längst i marinen. Hon såldes till R-Towing Oy i Finland under 2007 och vid okänd tidpunkt till Baltic Cargo Shipping, Helsingfors. Achilles togs som pant av Aktiebanken i Helsingfors sommaren 2009. Hette hösten 2011 BISON och ägare då var Idäntie Ky – Österled KB, Åbo.
Hon fick namnet från Akilles i den grekiska mytologin.